# Hotel Týnec
Hotel Týnec je památkově chráněným objektem . který se nachází v historickém centru města Týnec nad Sázavou v okrese Benešov ve Středočeském kraji . Disponuje 12 pokoji se sociálním zařízením a koupelnou. Většina pokojů je s výhledem na řeku Sázavu, hrad a rotundu města, nebo moderní centrum Týnce nad Sázavou. K hotelu patří velká zahrada, která je využívána pro odpočinek, či společenské akce. Ty jsou v budově hotelu často pořádány a tudíž je využíván a znám spíše jako Společenské centrum Týnec nad Sázavou.

## Společenské centrum

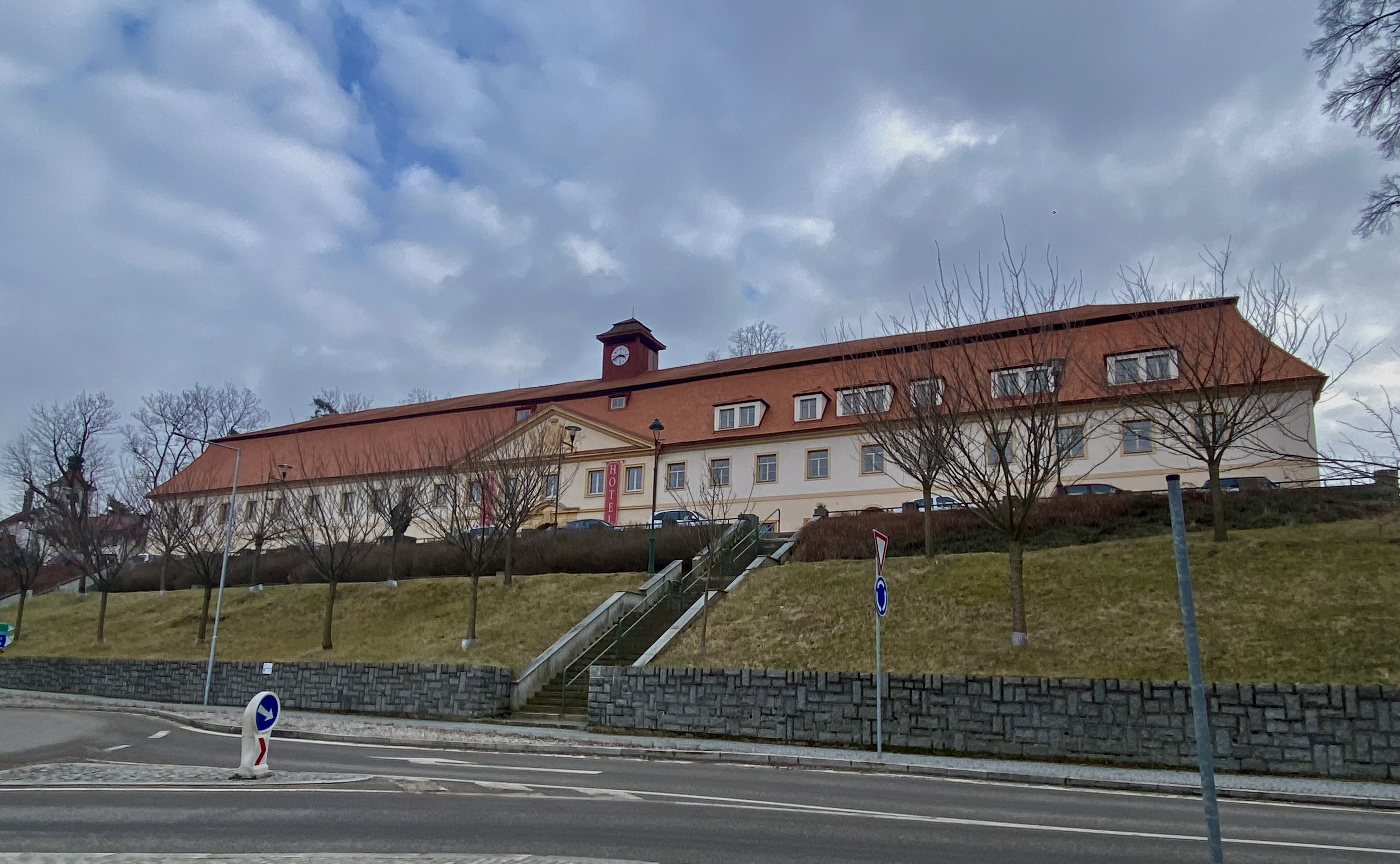
Společenské centrum a hotel Týnec nad Sázavou. Bývalá manufaktura na kameninu

Součástí hotelu jsou prostory využívané pro společenské aktivity, kterými jsou například plesy, taneční lekce a firemní a jiné akce. Za kulturou, kterou jsou např. divadelní představení a koncerty přijíždějí umělci nejen z okolí Týnce nad Sázavou, ale i z Prahy a celé České republiky.
Velký sál nacházející se uvnitř objektu a sloužící na pořádání nejen společenského dění má kapacitu 400 osob, dále se zde nacházejí tři salonky pro méně kapacitní akce.

## Historie

### Manufaktura na kameninu

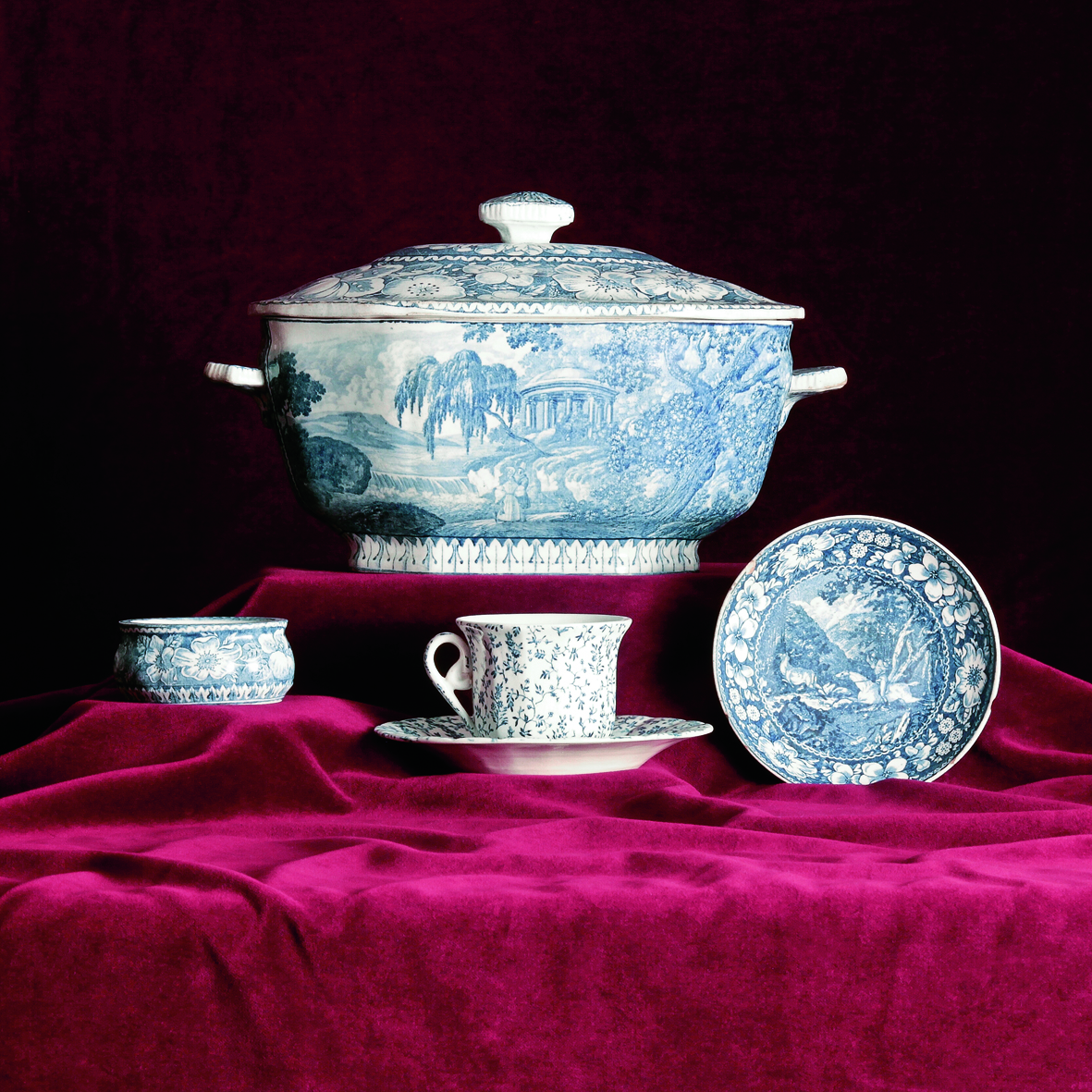
Týnecká kamenina – anglické vzory

Hotel Týnec je památkově chráněným objektem bývalé manufaktury na kameninu, která se zde vyráběla od roku 1812, kdy byl objekt postaven jako jednopatrová budova obdélného půdorysu o rozměrech 18 x 82 m. Historie týnecké manufaktury sahá až do roku 1791. V tomto roce byly zaznamenány na Týnecku první pokusy o výrobu jemného kameninového zboží v manufaktuře založené Františkem Josefem z Vrtby. Nevyrábělo se zde pouze užitkové stolní nádobí, ale také předměty dekorativní, např. vázy, svícny a busty.
Zaměstnanci pracující v těchto továrnách byli přepláceni, aby si je zaměstnavatelé udrželi. Týnecká kamenina napodobovala tehdejší anglické vzory, byla levnější než pražská a v roce 1801 dostala tzv. zemské oprávnění. Od této doby mohl hrabě z Vrtby zřizovat sklady, prodávat na území hlavních měst a celé monarchie a ve znaku mít císařského orla. O patnáct let později, v roce 1815, byl pro potřeby továrny koupen Týnecký mlýn. Záhy však výroba začala stagnovat, továrna využívala jen jedné třetiny své kapacity a třetina vyrobeného zboží zůstávala ve skladech. Již ve 20. letech 19. století výroba opět vzrostla a týnecká továrna zaujala první místo mezi českými manufakturami na kameninu. Vyráběla všechno možné zboží a v Praze měla vlastní malírnu. V roce 1829 dosáhla velkého úspěchu na průmyslové výstavě v Praze a byla odměněna zvláštním čestným uznáním. Další významnou účast na průmyslové výstavě měla manufaktura v roce 1845 ve Vídni. Ve třicátých a čtyřicátých letech 19. století měla továrna odběratele v českých městech, na Moravě, v Rakousích a v Korutanech. Obchodní spojení zasahovalo až do Padovy. V roce 1839, za Jana Karla z Lobkovic, jemuž budovu odkázal bezdětný František Josef z Vrtby, obdržel majitel nové zemské oprávnění a podnik fungoval pod názvem Císařsko - královská privilegovaná knížete Johana z Lobkowic vrtbovská továrna na kameninu. V této době začala úspěšnost podniku pomalu klesat, ať už kvůli drahé dopravě surovin, stoupající ceně dřeva, nebo velké konkurenci na trhu.

### Plány s budovou do budoucna
Počátkem 50. let 19. století nastal kritický úpadek a začalo se vyjednávat, co s budovou dále. Měl zde být zřízen ústav pro duševně choré, nebo pobočka pražské trestnice pro ženy. K dohodám však nedošlo a celá situace vedla až k úplnému zastavení výroby v roce 1866. Budova byla nabídnuta eráru, tentokrát zdarma pro účely vojenského špitálu. O budovu ale nikdy nepanoval velký zájem.
Z manufaktury se kromě stavebních částí nic nezachovalo, avšak je možné si prohlédnout expozice zde vyrobené kameniny v Městském muzeu v Týnci nad Sázavou.

### Současnost
Na hotel se část budovy, tedy její pravé křídlo, přestavělo již před rokem 1900 na nařízení Františka Ferdinanda d'Este. Levá část byla dlouhou dobu nevyužívána, až po druhé světové válce byla v této části zřízena sokolovna a později byla přizpůsobena na kulturní středisko. Dnes slouží budova jako hotel a společenské centrum.